# Tioro (Côte d'Ivoire)
Pour les articles homonymes, voir Tioro.
Tioro  ou Tioroniaradougou est une localité du Nord de la Côte d'Ivoire et appartenant au département de Korhogo, Région des Savanes. La localité de Tioro, distante de quatorze kilomètres de celle de Korhogo, est un chef-lieu de sous-préfecture et de commune
L'agriculture, l'élevage, le travail artisanal du fer et le commerce sont les principales activités de la population.